# Дракула (роман)
Вижте пояснителната страница за други значения на Дракула.
„Дракула“ е роман от Брам Стокър, издаден през 1897 г.

## Сюжет
Внимание:  Текстът по-долу разкрива сюжета на произведението (или части от него)!
Лондонският брокер на недвижими имоти Джонатан Харкър пътува за Трансилвания (Румъния), за да продаде на граф Дракула къща в Лондон. Близо до замъка местна жителка му дава разпятие, за да се предпазва от силите на злото. Скоро след това кочияш го посреща и придружава до жилището на графа. Първите дни отминават спокойно, но графът предупреждава Харкър да не влиза в някои от помещенията. Харкър забелязва, че Дракула няма отражение в огледалата, както и че придобива доста страховит вид, когато вижда кръвта на Харкър, след като се е порязал при бръснене. Харкър е силно заинтересован и от външния вид на графа – дълги, бели и остри зъби и чувствени червени устни.
Скоро след това Харкър е принуден от Дракула да напише писма до приятелката си и началниците си, че се чувства добре и всичко около него е добре. Забранено му е да напуска замъка, а една вечер става свидетел как Дракула се преобразява в гигантски прилеп.
Веднъж Харкър влиза в една от стаите, които са му забранени от Дракула, и заспива там. Откриват го три красиви и млади жени, които имат същите физически белези като Дракула. Той се преструва на заспал и без малко една от жените да го ухапе, но Дракула се появява внезапно и я възпира. Става ясно, че графът иска Харкър за себе си. За компенсация хвърля на дамите чувал, в който има дете, с което да задоволят глада си. Харкър е в ужас, страхува се за живота си. Принуден е обаче да продължи да изпраща успокояващи писма. Планира бягство, но се ужасява от кучетата в двора, които току-що са разкъсали една жена.
Междувременно Харкър открива в подземията на замъка саркофага, в който Дракула прекарва дните. Този саркофаг и още 49 други трябва да бъдат натоварени на кораба „Деметер“, за да бъдат откарани в Англия. След известни перипетии Харкър успява да избяга от замъка.
Месец по-късно, по време на буря в пристанището Уитби (графство Йоркшир) акостира корабът „Деметер“. Екипажът е изчезнал, с изключение на мъртвия капитан, който е завързан за щурвала. Когато корабът вече е в пристанището, от него изскача едно огромно черно куче и изчезва. От корабния дневник става ясно, че е намерил „нещо“ на борда, моряците са изчезнали и е останал само капитанът.
Вилхелмина (Мина) Мърей – годеницата на Джонатан Харкър, също е в Уитби при приятелката си Люси Уесентра. Случват се обаче странни неща – Люси е обзета от сомнамбулизъм, а Мина един ден открива на врата и две следи от ухапване. Люси изглежда болна и затова се обръщат за съвет към холандския учен професор Ейбрахам ван Хелсинг (чийто образ също е използван през 2005 г. за създаването на хитов холивудски филм).
Професорът веднага разбира, че си има работа с вампир, прави на Люси кръвопреливане, за да се възстанови, и окачва чесън на врата и. Чесънът обаче е махнат от майката на Люси, така че Люси умира и става също вампир.
Междувременно Харкър се завръща, след като е прекарал 3 месеца в болница в Будапеща, където се е оженил за Мина. Ван Хелсинг получава подробности от Харкър и е твърдо решен да се разправи с вампирите. Първоначално разбиват вампирската група на Люси, като лично нейният годеник забива кол в сърцето и, отрязва главата и я напълва с чесън. След това ловната група на професора продължава търсенията си из Лондон.
Дракула обаче залавя Мина и провежда с нея нещо като „кървава сватба“, като я принуждава да пие от кръвта му.
Граф Дракула решава да се върне в Трансилвания. След ритуала с пиенето на кръв обаче се е получила връзка между него и Мина и тя чувства къде се намира той. Ван Хелсинг използва тази информация, като я хипнотизира. Така ловците на вампири тръгват след Дракула. Следват го с влак, докато той пътува по море. За малко изпускат кораба на графа в пристанище Варна (България) и тръгват към замъка му в Трансилвания. Настигат го малко преди изгрев слънце и след успешна битка с циганите, които съпровождат саркофага на Дракула, успяват да убият вампира. Тялото на Дракула се разпада, а Мина оздравява.

## Предистория
Романът е един вид обобщение на цяла поредица от истории за вампири, възникнали в края на 19 век. Особено силно повлиян е от разказа „Кармила“ на ирландския писател Шеридан льо Фану.
Стокър решава мястото на действието да е в Трансилвания, защото го е свързал с реално съществуващ исторически образ – истинския Дракула: княз и владетел Влад Цепеш, наричан още Дракула (1431-1476), живял във Влашко. Прякорът му означава „Дракон“ или „Дявол“.
В Лондон Стокър бил член на окултна ложа. При срещите на ложата се е запознава с унгарския ориенталист Армин Вамбери, от когото чува многобройните легенди за Влад „Цепеш“ („набивача на кол“ – прозвище, дошло от славата на Влад, че набивал враговете си на кол).

## Главни герои
- Джонатан Харкър
- Мина Мърей (Харкър) – годеницата му, по-късно и негова съпруга
- Люси Уесентра – приятелка на Мина, любима на Артър, една от жертвите на графа
- Артър Холмууд (лорд Годалминг)- бъдещият съпруг на Люси
- д-р Сюърд – влюбен в Люси, отзовава се на молбата от Артър да я лекува
- Ейбрахам Ван Хелсинг – професор от Амстердам, най-добрият специалист по неординарни заболявания в света
- Куинси Морис – участник в преследването и убийството на графа
- Ранфийлд – представен като луд, хранещ се с паяци и мухи; пациент на д-р Сюърд

## Разпространение
Веднага след създаването на романа Стокър има желание да го постави като театрална постановка. За целта дори предлага на работодателя си Хенри Ървинг главната роля с желанието пиесата да бъде поставена в ръководения от Ървинг „Lyceum Theatre“. Ървинг обаче решава, че ролята е твърде тривиална и отказва. Така „Дракула“ трябва да чака с години, докато дългогодишният приятел на Стокър – Хамилтън Дийн, постави пиесата през 1925 г. в Дарби. Сценарият е преработен по-късно специално за американския пазар и през 1927 г. излиза филма с легендарния Бела Лугоши в главната роля.

## Български издания на книгата
| Година         | Заглавие             | Издателство                    | Преводач        | Бележки |
| -------------- | -------------------- | ------------------------------ | --------------- | --- |
| 1991 2002 2009 | Дракула. Авторизация | Гулев (1991) Труд (2002, 2009) | Теодор Михайлов | Изданието е съкратена версия, възпроизвеждаща около 1/3 от оригинала. Наличният текст е преразказ на англоезичния. Има добавени сцени от авторизатора.                                                |
| март 2015      | Дракула              | ИК Персей                      | Емил Минчев     | Изданието е пълно. Отделни части от произведението са преразкани от преводача за улеснение на читателя. Липсват някои стихове и диалекти. В края на книгата е поместен и разказа ,,Домът на съдията". |
| април 2015     | Дракула              | Deja Book                      | Слави Ганев     | Изданието е пълно. Без преразказани сцени. Анотирано с 502 бележки и коментари от преводача. |

## Филмиране
Неизброими са филмите, в които се среща мотива с вампирите. Някои от тях обаче са базирани основно върху романа на Стокър:
- „Носферату“ (1921), режисьор: Фридрих Вилхелм Мурнау с Макс Шрек в главната роля
- „Дракула“ (1931), режисьор: Тод Браунинг с Бела Лугоши (базиран върху театралната постановка)
- „Дракула“ (1958), режисьор: Терънс Фишър с Кристофър Лий
- „Нощем, когато Дракула се събужда“ (1970), режисьор Джес Франко, с Кристофър Лий
- „Дракула“ (1972), режисьор: Дан Къртис с Джак Паланс
- „Дракула“ (1979), режисьор: Джон Бедам с Франк Лангела (римейк на филма на Браунинг)
- „Носферату – фантомът на нощта“ (1979), режисьор: Вернер Херцог с Клаус Кински (римейк на филма на Мурнау)
- „Дракула по Брам Стокър“ (1992), режисьор: Франсис Форд Копола, с Гари Олдман
- „Дракула 2000“ (2000), режисьор: Патрик Лушър, с Джерард Бътлър
- „Носферату“ (2024), режисьор: Робърт Егърс, с Бил Скарсгард, Лили-Роуз Деп и Уилям Дефо